# Love Sensuality Devotion: The Greatest Hits
Love Sensuality Devotion: The Greatest Hits è un greatest hits del 2001 del gruppo musicale degli Enigma. L'album ha venduto milioni di copie in tutto il mondo. Questa compilation, assieme a Love Sensuality Devotion: The Remix Collection rappresenta una chiusura del primo capitolo degli Enigma, creato da Michael Cretu. Infatti contiene la maggior parte dei singoli e delle canzoni dal 1990 al 2000.
L'album contiene tre brani dal primo album, MCMXC a.D., quattro da The Cross of Changes, quattro da Le roi est mort, vive le roi!, cinque da The Screen Behind the Mirror e include anche il nuovo singolo Turn Around e il suo intro The Landing.
Alcune canzoni di successo, stranamente non sono state incluse: The Rivers of Belief, Out from the Deep e The Eyes of Truth.

## Tracce
1. The Landing (Michael Cretu);
2. Turn Around (Michael Cretu - Jens Gad);
3. Gravity of Love (Michael Cretu);
4. T.N.T. for the Brain (Michael Cretu - David Fairstein);
5. Modern Crusaders (Michael Cretu);
6. Shadows in silence (Michael Cretu);
7. Return to Innocence ("Curly" Michael Cretu);
8. I Love You ... I'll Kill You (Michael Cretu - David Fairstein);
9. Principles of Lust ("Curly" Michael Cretu);
10. Sadeness (Part I) ("Curly" Michael Cretu - F. Gregorian);
11. Silence Must be Heard (Michael Cretu - Jens Gad);
12. Smell of Desire (Michael Cretu - David Fairstein);
13. Mea culpa (Part II) (Michael Cretu - David Fairstein);
14. Push the Limits (Michael Cretu - Jens Gad);
15. Beyond the Invisible (Michael Cretu - David Fairstein);
16. Age of Loneliness ("Curly" Michael Cretu);
17. Morphing Thru Time (Michael Cretu);
18. The Cross of Changes (Michael Cretu);

## Classifiche internazionali
| Chart           | Picco |
| --------------- | ----- |
| Europa          | 7     |
| Grecia          | 1     |
| Portogallo      | 2     |
| Germania        | 4     |
| Nuova Zelanda   | 5     |
| Norvegia        | 6     |
| Hong Kong       | 6     |
| Danimarca       | 9     |
| Paesi Bassi     | 10    |
| Francia         | 11    |
| Svezia          | 11    |
| Austria         | 11    |
| Ungheria        | 11    |
| Thailandia      | 11    |
| Svizzera        | 13    |
| Italia          | 19    |
| Belgio          | 20    |
| Spagna          | 21    |
| Canada          | 24    |
| USA (Top 200)   | 29    |
| Regno Unito     | 29    |
| Giappone        | 31    |
| Repubblica Ceca | 44    |
| Irlanda         | 47    |